# アメリカハコガメ属
アメリカハコガメ属（アメリカハコガメぞく、Terrapene）は、カメ目ヌマガメ科に属する属。模式種はカロリナハコガメ。

## 分布
アメリカ合衆国、メキシコ

## 形態
最大種はカロリナハコガメで最大甲長21.6cm。最小種はニシキハコガメで最大甲長14cm。背甲はドーム状に盛り上がる。ハコガメの名の通り頭部と四肢を甲羅に引っ込めた後、腹甲を折り曲げて箱の様に完全に蓋をすることができる。

## 生態
森林や草原等に生息する。ニシキハコガメの亜種ミナミニシキハコガメは半砂漠地帯や砂漠の周辺にも生息するが、水棲傾向の強いヌマハコガメは流れの緩やかな河川や池沼等に生息する。陸棲傾向の強い種でも避暑や採食のために水に入ることはある。
食性は雑食もしくは動物食傾向の強い雑食で、昆虫類、節足動物、甲殻類、貝類、魚類、両生類およびの幼生、小型爬虫類、小型哺乳類、動物の死骸、果実、植物の茎、葉、果実、種子、藻類、キノコ等を食べる。
繁殖形態は卵生。

## 分類
- Terrapene carolina　カロリナハコガメ　Common box turtle
- Terrapene coahuila　ヌマハコガメ　Aquatic box turtle
- Terrapene nelsoni　ネルソンハコガメ　Spotted box turtle
- Terrapene ornata　ニシキハコガメ　Ornate box turtle

## 人間との関係
属名のTerrapeneはネイティブアメリカンの言葉で「食用ガメ（狭義ではダイヤモンドガメ）」の意で、食用とされていたことに由来する。
現在は開発による生息地の破壊や、ペット用の乱獲等により生息数は減少している。
ペットとして飼育されることもあり、日本にも輸入されている。1995年に属単位でワシントン条約附属書IIに掲載（種としてヌマハコガメがワシントン条約附属書Iへ掲載）されてからはアメリカ合衆国からの輸出はほぼなくなっている。
主に流通するのはアメリカ合衆国に分布するカロリナハコガメの亜種で、日本国内での飼育下繁殖個体の流通は増えている。カロリナハコガメでもメキシコに分布する亜種やニシキハコガメの亜種ミナミニシキハコガメ、ネルソンハコガメは法律により爬虫類の輸出が厳しく制限されているため流通は非常に稀か、流通していない。ヌマハコガメはワシントン条約により商業目的の取引は禁止されている。